# Listă de filme britanice din 1925
Aceasta este o listă de filme britanice din 1925:

## Lista
| Titlu                              | Regizor                             | Distribuție                                      | Gen       | Note                       |
| ---------------------------------- | ----------------------------------- | ------------------------------------------------ | --------- | -------------------------- |
| Afraid of Love                     | Reginald West                       | Jameson Thomas, Moore Marriott                   | Drama     |                            |
| The Apache                         | Adelqui Migliar                     | Mona Maris, Jameson Thomas                       | Drama     |                            |
| The Blackguard                     | Graham Cutts                        | Jane Novak, Walter Rilla                         | Drama     | Co-production with Germany |
| Bulldog Drummond's Third Round     | Sidney Morgan                       | Jack Buchanan, Betty Faire                       | Crime     |                            |
| Chu-Chin-Chow                      | Herbert Wilcox                      | Betty Blythe, Herbert Langley                    | Adventure | Filmed in Germany          |
| Confessions                        | W. P. Kellino                       | Ian Hunter, Joan Lockton                         | Comedy    |                            |
| A Daughter of Love                 | Walter West                         | Violet Hopson, John Stuart                       | Drama     |                            |
| A Girl of London                   | Henry Edwards                       | Genevieve Townsend, Ian Hunter                   | Drama     |                            |
| The Gold Cure                      | W. P. Kellino                       | Gladys Hamer, Jameson Thomas                     | Comedy    |                            |
| The Happy Ending                   | George A. Cooper                    | Fay Compton, Jack Buchanan                       | Drama     |                            |
| King of the Castle                 | Henry Edwards                       | Marjorie Hume, Brian Aherne                      | Drama     |                            |
| The Lady in Furs                   | Edwin Greenwood                     | Miles Mander, Margaret Yarde                     | Drama     | [ 1 ]                      |
| The Last Witness                   | Fred Paul                           | Fred Paul, Isobel Elsom                          | Crime     |                            |
| Livingstone                        | M. A. Wetherell                     | M. A. Wetherell, Simeon Stuart                   | Biopic    |                            |
| Money Isn't Everything             | Thomas Bentley                      | Olive Sloane, Lewis Gilbert                      | Romance   |                            |
| Mutiny                             | Floyd Martin Thornton               | Nigel Barrie, Walter Tennyson                    | Adventure |                            |
| The Pleasure Garden                | Alfred Hitchcock                    | Virginia Valli, Carmelita Geraghty, Miles Mander | Drama     |                            |
| The Presumption of Stanley Hay, MP | Sinclair Hill                       | David Hawthorne, Betty Faire                     | Drama     |                            |
| The Prude's Fall                   | Graham Cutts                        | Jane Novak, Warwick Ward                         | Drama     |                            |
| The Rat                            | Graham Cutts                        | Ivor Novello, Mae Marsh, Isabel Jeans            | Drama     |                            |
| A Romance of Mayfair               | Thomas Bentley                      | Betty Faire, Henry Victor                        | Romance   |                            |
| Satan's Sister                     | George Pearson                      | Betty Balfour, James Carew                       | Adventure |                            |
| The Secret Kingdom                 | Sinclair Hill                       | Matheson Lang, Stella Arbenina                   | Fantasy   |                            |
| Settled Out of Court               | George A. Cooper                    | Fay Compton, Jack Buchanan                       | Drama     |                            |
| She                                | Leander de Cordova, G. B. Samuelson | Betty Blythe, Carlyle Blackwell                  | Adventure | Co-production with Germany |
| Somebody's Darling                 | George A. Cooper                    | Betty Balfour, Forrester Harvey                  | Comedy    |                            |
| Sons of the Sea                    | H. Bruce Woolfe                     | D. C. Kenerdine, Dorothy Barclay                 | Adventure | [ 2 ]                      |
| The Squire of Long Hadley          | Sinclair Hill                       | Marjorie Hume, Brian Aherne                      | Drama     |                            |
| Trainer and Temptress              | Walter West                         | Juliette Compton, James Knight                   | Sports    |                            |
| Venetian Lovers                    | Walter Niebuhr, Frank A. Tilley     | Arlette Marchal, John Stuart                     | Drama     | Filmed in Germany          |
| We Women                           | W. P. Kellino                       | John Stuart, Reginald Bach                       | Comedy    |                            |
| Ypres                              | Walter Summers                      |                                                  | War       | Documentary reconstruction |